# Bernard Maraval
Bernard Maraval (* 30. September 1971 in Montpellier) ist ein ehemaliger französischer Fußballspieler.

## Karriere
Maraval rückte 1991 gemeinsam mit seinem Abwehrkollegen Nicolas Weber und einigen anderen Spielern in die erste Mannschaft des FC Sochaux auf. Allerdings bestritt er in seiner ersten Saison kein einziges Spiel für die Erstligamannschaft. Obwohl durch die Verpflichtungen von André Blanc und Bertrand Piton 1992 zusätzliche Konkurrenten ins Team kamen, gelang Maraval in seiner zweiten Spielzeit sein Profidebüt und bestritt insgesamt fünf Erstligaspiele. Zwar konnte er sich in der folgenden Saison auf 14 Einsätze steigern, bat 1994 aber dennoch um ein Leihgeschäft. Infolgedessen lief er von 1994 bis 1995 für den Erstligaaufsteiger SC Bastia auf, auch wenn er sich auch dort nicht im Team etablieren konnte. Währenddessen war der FC Sochaux in die zweite Liga abgestiegen, sodass Maraval nach seiner Rückkehr mit der Mannschaft den Wiederaufstieg anstrebte. Er avancierte zum Stammspieler, musste jedoch hinnehmen, dass das Vorhaben des Aufstiegs klar scheiterte. Dem 1998 erreichten Aufstieg folgte dann der direkte Wiederabstieg. Die Diagnose einer Hüftgelenksarthrose bedeutete das faktische Ende seiner Karriere und hatte zur Folge, dass Maraval die gesamte Saison 2000/01, in der das Team Zweitligameister wurde, verpasste. Nach dem Aufstieg kam er noch zu einem einzigen Erstligaspiel, als er beim 0:3 gegen den SC Bastia am 16. Februar 2002 in der 68. Minute eingewechselt wurde. Im selben Jahr beendete er mit 30 Jahren seine Laufbahn.

## Nach der aktiven Karriere
Im Anschluss an sein Karriereende begann Maraval ein Marketing- und Sportmanagementstudium in Rouen. Zudem übernahm er 2009 das Präsidentenamt einer Organisation ehemaliger Spieler des FC Sochaux. 2012 wurde er von diesem als Scout für die Jugendabteilung eingestellt.